# Домброва-Мочидли
Домброва-Мочидли (пол. Dąbrowa-Moczydły) — село в Польщі, у гміні Шепетово Високомазовецького повіту Підляського воєводства.
Населення — 150 осіб (2011).
У 1975-1998 роках село належало до Ломжинського воєводства.

## Демографія
Демографічна структура станом на 31 березня 2011 року:
|          | Загалом | Допрацездатний вік | Працездатний вік | Постпрацездатний вік |
| -------- | ------- | ------------------ | ---------------- | -------------------- |
| Чоловіки | 75      | 23                 | 41               | 11                   |
| Жінки    | 75      | 21                 | 33               | 21                   |
| Разом    | 150     | 44                 | 74               | 32                   |